# 狄银
狄银（？—？），甘州回鹘建国後的首任可汗，号登里可汗，也被唐朝封为天睦可汗。狄银为突厥官号特勤转写，本名不明。

## 生涯
唐朝中和四年（884年）回鹘进入甘州城，次年回鹘内乱可汗被杀。光启二年（886年）回鹘与沙州军交战可汗被杀，狄银被拥立为权知可汗。文德元年（888年）回鹘开始在甘州建立政权，招揽附近的吐蕃部落。
907年，唐朝灭亡的同时，甘州回鹘逐渐强盛。
後梁乾化元年（911年），狄銀攻打邻国西漢金山国（沙州漢人王国），狄银与西漢金山国议和後，结成父子之国。狄银去世，仁美继立权知可汗，甘州权知可汗（仁美）为父，沙州白衣天子（張承奉）为子。